# Mikroregion Údlicko
Mikroregion Údlicko je zájmové sdružení právnických osob v okresu Chomutov, jeho sídlem jsou Údlice a jeho cílem je koordinace obecních územních plánů a územní plánování, slaďování zájmů a činností, koordinace významných investičních akcí, vytváření, zmnožování a samospráva společného majetku sdružení. Sdružuje celkem 5 obcí a 1 základní školu a byl založen v roce 2003.

## Obce sdružené v mikroregionu
- Údlice
- Nezabylice
- Bílence
- Hrušovany
- Všehrdy
- ZŠ Údlice